# テルシーテース
テルシーテース（古希: Θερσίτης, Thersītēs）は、ギリシア神話に登場する人物である。長母音を省略してテルシテスとも表記される。
1. トロイア戦争のギリシア軍の下士官兵。
2. アグリオスの子[1]。

本項ではトロイア戦争のテルシーテースを詳述する。

## ギリシア神話に描かれたテルシーテース
ホメーロスは『イーリアス』第2歌の中で、物語にとってはさして重要な役ではないものの、テルシーテースを詳しく描いている。テルシーテースは、足はO脚かつ不自由で、肩は内側に曲がり、頭には髪が薮のように覆っていると表されている。テルシーテースは下品で、猥褻で、傲岸不遜、かつ頭はあまり良くない。ホメーロスはテルシーテースの描写を楽しんでいる。テルシーテースはアガメムノーンを「強欲」と、アキレウスを「臆病者」と呼び、そのためにオデュッセウスからアガメムノーンの笏杖で殴られる。
ロバート・グレーヴスは『The Anger of Achilles』の序論で、ホメーロスはテルシーテースを滑稽な人物に描きつつ、自分はテルシーテースの言っていること（正論である）とは関係がないというふりで、オデュッセウスに殴られるまで言いたい放題に言わせ、それを書き留めたに違いないと推測している。事実、テルシーテースはソビエト時代のマルクス主義文学で崇拝されていた。
後の物語では、テルシーテースはペンテシレイアを殺したことを嘆くアキレウスをからかったことで、アキレウスに殺されたという。

## 後世の文学に描かれたテルシーテース
ゲーテの『ファウスト』第2部第1幕の仮装舞踏会の場面にもテルシーテース（テルジテス）はわずかに登場し、起こっていることを口汚く批判する。進行役の「先ぶれ」に杖で殴られると、テルシーテースは卵に変わり、その卵からコウモリとマムシが生まれる。
テルシーテースは、他のトロイア戦争の戦士たちとともに、ウィリアム・シェイクスピアの『トロイラスとクレシダ』にも主要人物として登場する（英語読み：サーサイティーズ）。大アイアースに奉公するが、主人を愚弄し、こっぴどく殴られる。その後、テルシーテースは大アイアースの元を去り、勝手にアキレウスに仕える。シェイクスピアはテルシーテースを自由奔放な人物として描いている。
社会批評家としてのテルシーテースの役割についても、ヘーゲル、ニーチェ、エドワード・サイード、ケネス・バーク（Kenneth Burke）といった哲学者・文芸評論家がこれまで論じてきた。